# 482 TCN
482 TCN là một năm trong lịch La Mã.